# Lijst van voetbalinterlands Joegoslavië - Wales
Deze lijst van voetbalinterlands is een overzicht van alle officiële voetbalwedstrijden tussen de nationale teams van Joegoslavië en Wales. De landen speelden in totaal zeven keer tegen elkaar. De eerste ontmoeting, een vriendschappelijke wedstrijd, werd gespeeld in Belgrado op 21 mei 1953. Het laatste duel, eveneens een vriendschappelijke wedstrijd, vond plaats op 23 maart 1988 in Swansea.

## Wedstrijden
| № | Plaats   | Datum             | Competitie           | Wedstrijd           | Uitslag |
| - | -------- | ----------------- | -------------------- | ------------------- | ------- |
| 1 | Belgrado | 21 mei 1953       | Vriendschappelijk    | Joegoslavië – Wales | 5 – 2   |
| 2 | Cardiff  | 22 september 1954 | Vriendschappelijk    | Wales – Joegoslavië | 1 – 3   |
| 3 | Zagreb   | 24 april 1976     | EK 1976 kwalificatie | Joegoslavië – Wales | 2 – 0   |
| 4 | Cardiff  | 22 mei 1976       | EK 1976 kwalificatie | Wales – Joegoslavië | 1 – 1   |
| 5 | Titograd | 15 december 1982  | EK 1984 kwalificatie | Joegoslavië – Wales | 4 – 4   |
| 6 | Cardiff  | 14 december 1983  | EK 1984 kwalificatie | Wales – Joegoslavië | 1 – 1   |
| 7 | Swansea  | 23 maart 1988     | Vriendschappelijk    | Wales – Joegoslavië | 1 – 2   |

## Samenvatting
| Competitie        | Totaal gespeeld | Winst Joegoslavië | Gelijk | Winst Wales | Doelsaldo Joegoslavië – Wales |
| ----------------- | --------------- | ----------------- | ------ | ----------- | ----------------------------- |
| EK-kwalificatie   | 4               | 1                 | 3      | 0           | 8 − 6                         |
| Vriendschappelijk | 3               | 3                 | 0      | 0           | 11 − 3                        |
| Totaal            | 7               | 4                 | 3      | 0           | 19 − 9                        |